# Forcipomyia lairdi
Forcipomyia lairdi är en tvåvingeart som först beskrevs av Wirth 1956.  Forcipomyia lairdi ingår i släktet Forcipomyia och familjen svidknott. Inga underarter finns listade i Catalogue of Life.